# Compagnie du Chemin de fer Régional des Brenets

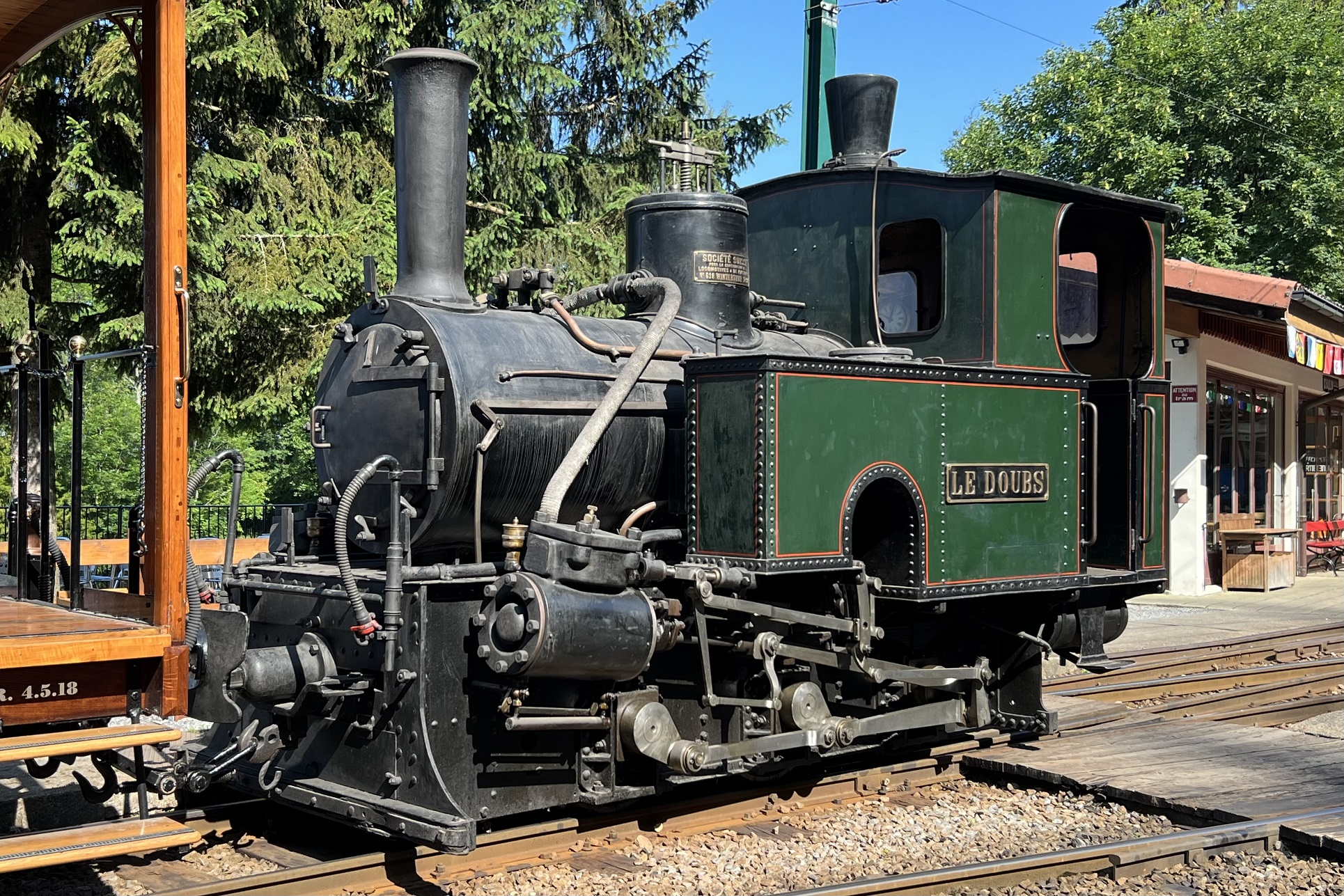
RdB G 3/3 1 Le Doubs bei der Museumsbahn Blonay–Chamby, 2023

Die Compagnie du Chemin de fer Régional des Brenets, abgekürzt RdB, handelsrechtlich Compagnie du Régional des Brenets, war ein Schweizer Eisenbahnunternehmen.

## Geschichte
Die Gesellschaft eröffnete am 1. September 1890 die meterspurige Bahnstrecke Le Locle–Les Brenets. Aufgrund der schlechten wirtschaftlichen Lage wurde auf Basis des Privatbahnhilfegesetzes von 1939 die Fusion mit der ebenfalls meterspurigen Ponts–Sagne–Chaux-de-Fonds-Bahn (PSC) in die Wege geleitet, obwohl keine Gleisverbindung zu dieser bestand. Umgesetzt wurde die Fusion nach dem Zweiten Weltkrieg per 1. Januar 1947, woraus die Chemins de fer des Montagnes Neuchâteloises (CMN) entstanden, die sich damit für finanzielle Beiträge gemäss Abschnitt 2 des Gesetzestextes qualifizierte. Unter den CMN wurde die Strecke Le Locle–Les Brenets modernisiert und der elektrische Betrieb unter 1500 Volt Gleichstrom mit neuem Rollmaterial am 1. Juli 1950 aufgenommen.